# 党化教育
党化教育，在狭义上指执政党在学校推行自身所持有的一套政治理论意识形态的教育，甚至在学校建立和发展党组织，进行相关宣传，也即教育的党化。更进一步的党化教育指将意识形态推广到社会的教育，即执政党把自己的理论通过各类宣传及教育手段覆盖到整个社会。
中国共产党、苏联共产党、朝鮮共產黨、越南共產黨、德国纳粹党等执政党都曾实行过党化教育，至今中国共产党仍然在中国大陆实行党化教育。
党化教育通常被国民党在训政阶段中作为重要部分。

## 特征
- 第一，排它性。所有建立在权力基础上的意识形态都是唯我独尊的。
- 第二，强制性。通常，党化教育被植入重要课程中，以学分等方式影响学生学习，而不是通过学生自主选择。

## 党化教育的历史

### 中国党化教育的历史
1927年8月，国民政府教育行政委员会制订了《学校实行党化教育草案》，为中国推行党化教育的开端。1949年以后，共产党政府在整个中国大陆推行党化政治教育，直至今日。

## 中国大陆党化教育的现状
目前大陆所有院校均有中国共产党党组织，高等院校均设有政治辅导员一职，绝大部分由思想政治教育专业出身的老师担任。由学校至学院各级党委安排指导学生思想政治教育工作。学校的一切学生社团必须在学校团委注册成立，接受学校团委的领导和指导，而学校团委接受学校党委的领导和指挥。
目前在中华人民共和国所有的组织包括学校都有党委，并且由党委决定人事安排和学校的主要事物。

## 对党化教育的批判
- 三十年代任鸿隽撰文批判国民党的党化教育政策。
- 五十年代殷海光在台湾批判国民党党化教育。
- 当代历史学家袁伟时批判国民党和共产党的党化教育政策。

## 参看
- 政治辅导员
- 一黨專政